# Wharton School
Wharton School of the University of Pennsylvania, även kallad Wharton School eller Wharton, i Philadelphia i Pennsylvania är USA:s äldsta handelshögskola och en del av University of Pennsylvania, vilket tillhör det prestigefyllda Ivy League. Skolan grundades 1881 av Joseph Wharton.
Wharton School är en av världens mest prestigefyllda handelshögskolor. På skolan erbjuds Bachelor-program i nationalekonomi på grundnivå, MBA-program på avancerad nivå och doktorandstudier i nationalekonomi och företagsekonomi. Skolans MBA-program är rankat som det främsta masterprogrammet inom ekonomi i världen, enligt både QS och Business Insider. Bachelor-programmet rankas som det främsta i USA av affärstidskriften Forbes.
Wharton School har ett stort alumninätverk med över 95 000 alumner i 153 länder. Bland kända personer som har studerat vid Wharton School kan nämnas USA:s 45:e president Donald Trump och affärsmän som Warren Buffett, Elon Musk, John Sculley, Jacob Wallenberg, Sundar Pichai och Anil Ambani.